# Polos (Kopfbedeckung)

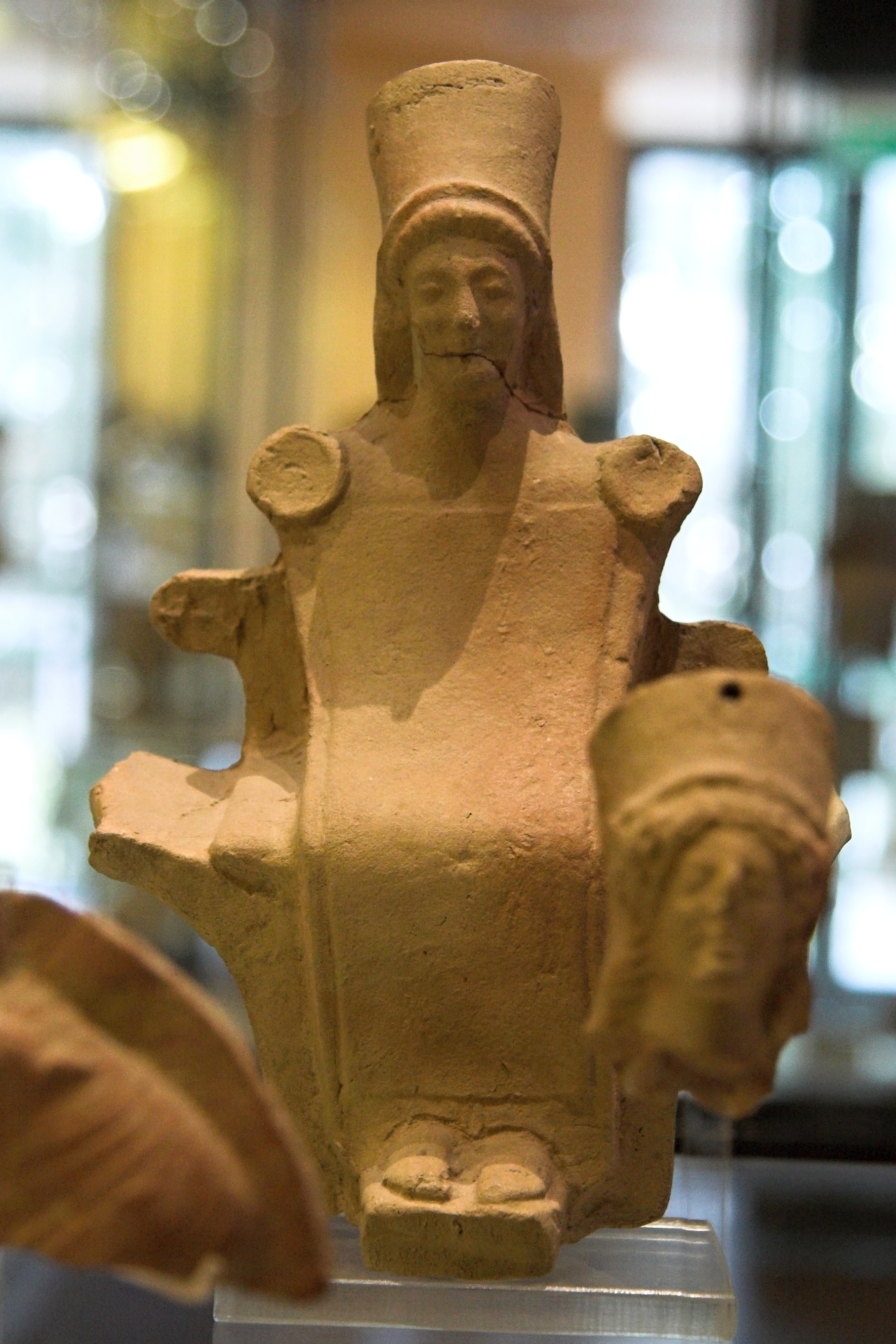
Thronende Göttin mit hohem Polos, Terrakottastatuette, 550–500 v. Chr. Archäologisches Museum von Agrigent, AG 1161.

Der Polos (altgriechisch πόλος pólos, deutsch ‚Pol‘) ist eine zylindrische Kopfbedeckung ohne Krempe, die von weiblichen Gottheiten oder von Menschen bei festlichen Anlässen getragen wurde.
Er kam in mykenischer Zeit aus dem Vorderen Orient, wo er als Götterkrone diente, nach Griechenland. Die Höhe des Polos variiert stark und reicht von einem am Kopf aufliegenden ringförmigen Gebilde bis hin zu einer turmartigen Erscheinung. Poloi können ornamental oder figürlich verziert sein. Aus der archaischen und klassischen Zeit ist eine Vielzahl weiblicher Figuren überliefert, die einen Polos tragen.